# Saxifraga bergenioides
Saxifraga bergenioides är en stenbräckeväxtart som beskrevs av Cecil Victor Boley Marquand. Saxifraga bergenioides ingår i Bräckesläktet som ingår i familjen stenbräckeväxter. Inga underarter finns listade i Catalogue of Life.